# Athenaion politeia
In der Schrift Athēnaion politeia (Ἀθηναίων πολιτεία „Der Staat der Athener“) wird im historischen Überblick die Zeit im antiken Athen von Solon bis zur Herrschaft der Dreißig (Ende des 7. Jahrhunderts bis 403 v. Chr.) behandelt. Anschließend folgt eine detaillierte Beschreibung der Amtsträger und Institutionen. Das Werk ist eine der wichtigsten Quellen über die Geschichte und Verfassung Athens.
Es ist bis heute umstritten, wer der Autor der Schrift ist. In der Antike wurde sie in der Regel Aristoteles zugeschrieben. Zwar bestehen einige Übereinstimmungen mit der aristotelischen Politik, aber auch mehrere starke inhaltliche Unterschiede. In der Forschung wird daher oft eher ein Schüler des Aristoteles als Autor vermutet, der das Werk bald nach 330 v. Chr. verfasst haben dürfte.

## Inhalt und Aufbau

### Staatsordnung vor Drakon
In den ersten drei Kapiteln wird die Staatsordnung vor Drakon beschrieben, also die Zeit, die bis ins 7. Jahrhundert v. Chr. reicht. Die damalige Staatsform war die Oligarchie, das bedeutet, dass die Herrschaft in Händen einer kleinen Gruppe lag, in diesem Fall der Adligen und Reichen. Es gab eine klare Trennung zwischen Vornehmen und den normalen Massen. Viele Arme lebten sogar in sklavischer Abhängigkeit. Die Ämterbesetzung war nach Herkunft und Reichtum geordnet. Die wichtigsten Ämter, die auch im weiteren Verlauf der Geschichte Verwendung finden, waren: Basileis, Polemarchen und die 9 Archonten (zu diesem Zeitpunkt wurden sie noch auf Lebenszeit ausgeführt, später auf 10 Jahre). Während die Ämter des Basileis und des Polemarchons altüberkommen waren, war das des Archonten neu und diese mussten sich um neu hinzugekommene Aufgaben kümmern. Der Rat der Areopagiten hatte die Aufgabe, die Gesetze zu überwachen, und konnte bei Vergehen Strafen aussprechen. Er setzte sich aus ehemaligen Archonten zusammen und das Amt wurde auf Lebenszeit ausgeführt.

### Staatsform unter Drakon
Unter Drakon wurde das geltende Recht kodifiziert, d. h. aus ungeschriebenem Gewohnheitsrecht wurden geschriebene Gesetze. Die politische Macht lag beim Adel und seit Drakon beim reichen Bürgertum, den Hopliten. Die Hopliten waren bewaffnete Soldaten, wobei diese für ihre Bewaffnung selbst aufkommen mussten.
Die Hopliten wählten Archonten und Tamiai (Schatzmeister) aus denen, die ein schuldenfreies Leben und Eigentum von nicht weniger als 10 Minen besaßen und Strategen (Generäle) und Hipparchen (Reiterführer) aus denen, die ein schuldenfreies Leben, 100 Minen, 2 eheliche Kinder über zehn Jahren und eine Ehefrau besaßen. Der Rat bestand aus 401 Männern und die Mitglieder wurden gelost. Man durfte niemals dasselbe Amt zweimal innehaben, bevor man alle anderen durchlaufen hatte, erklärt der Verfasser.

### Staatsform unter Solon
Nach der Erhebung des Volkes gegen die Vornehmen erfolgte ein langer Bürgerkrieg. Solon wurde mit außerordentlichen Vollmachten eingesetzt, um den Bürgerkrieg zu beenden. In seinem Plädoyer für das Kriegsende beschuldigte er hauptsächlich die Reichen, da diese ihre Ansprüche nicht zurückschraubten. Er verbot Darlehen und fertigte Gesetze zum Schuldenerlass an. Der Verfasser lobt Solon, er sei ehrenvoll und das Wohlergehen der Polis stehe bei ihm im Vordergrund. Trotz Beschwerden von beiden Seiten ließ er sich nie von seinem Weg abbringen und stand stets zwischen den Parteien. Er richtete eine Verfassung ein und stellte viele neue Gesetze auf, viele Gesetze verloren damit ihre Gültigkeit. Die Grundlage für die Neuordnung des Staatswesens war eine Vermögensschätzung, nach welcher er das Volk in vier Klassen unterteilte in Abhängigkeit von Eigentum an Ernteprodukten. Außerdem ordnete er das Land in vier Phylen. Der Rat bestand aus 400 Männern (100 je Phyle aus den ersten drei Klassen) und hatte die Aufgabe, die Gesetze zu überwachen, Verbrecher zur Rechenschaft zu ziehen und Strafen gegen Demokratieumstürzer zu verhängen. Zudem führte er drei volksfreundliche Maßnahmen ein:
1. Abschaffung von Schulden
2. Jeder kann Vergeltung fordern
3. Überweisung von Rechtsverfahren ans Gericht

Da aufgrund vieler unklarer Gesetze viele Prozesse geführt werden mussten, fiel dem Volk eine große Entscheidungsgewalt zu.
Solon, der sich durch seine überparteilichen Entscheidungen den Hass beider Parteien zugezogen hatte, ging auf eine zehnjährige Bildungsreise. In Solons Abwesenheit herrschten zunächst zwar vier Jahre Frieden, dann brach der Bürgerkrieg wieder aus, in dessen Verlauf zunächst kein Archont da war. Später jedoch wurde ein Archont, nachdem dieses Amt zuvor wieder eingeführt worden war, gewaltsam vertrieben. Daraufhin wurden zehn Archonten neu gewählt (fünf Adlige, drei Bauern, zwei Handwerker), die jedoch in Feindschaft zueinander standen, da sie aus den unterschiedlichsten Gründen unzufrieden waren. Zur damaligen Zeit gab es drei Parteien, die sich entsprechend ihrer Wohnsituation zusammensetzten:
- die Küstenbewohner, ihr Anführer war Megakles, standen für die mittlere Verfassung
- die Bewohner der Ebene, ihr Anführer war Lykurg, standen für die Oligarchie
- die Bewohner der Hügellandschaft, ihr Anführer war Peisistratos, standen zunächst für eine Volksherrschaft.

Ebendieser Peisistratos erhob sich gegen das Volk und besetzte die Akropolis. Als selbst Solon ihn mit seiner Aufforderung nicht davon abbringen konnte, nahm er die Herrschaft an sich. Zwar wurde er nach der Vereinigung der beiden anderen Anführer vertrieben (556 v. Chr.), kehrte aber zwölf Jahre später durch eine List des Megakles wieder zurück an die Macht. Weitere sieben Jahre später wurde er abermals von Lykurg und Megakles vertrieben.

## Tyrannis unter Peisistratos und seinen Söhnen
Trotz der somit erlangten Tyrannis verwaltete Peisistratos das Gemeinwesen maßvoll und war insgesamt sehr menschenfreundlich. Er kümmerte sich um das komplette Gemeinwesen alleine, die übrigen Bürger sollten sich ausschließlich um private Angelegenheiten kümmern. Es herrschte stets Frieden und Ruhe und durch die extensive Bewirtschaftung waren sogar die Einnahmen höher. Er starb im Jahre 528 v. Chr.
Er hatte zu Lebzeiten zwei Frauen und vier Söhne, von denen Hippias aufgrund seines Alters und seines politischen Talents die Macht übernahm. Die Tyrannis wurde härter, nachdem ein Mordversuch des athenischen Liebespaares Harmodios und Aristogeiton an den Panathenäen gescheitert war. Hipparchos begehrte Harmodios, doch dieser wies ihn ab, worauf Hipparchos die Schwester des Harmodios öffentlich ihre Teilnahme am Festzug der Panathenäen versagt. Dies wurde als Ehrverletzung angesehen. Die beiden Verschwörer planten darauf Hipparchos umzubringen. Das Attentat schlug teilweise fehl, denn nur Hipparchos wurde getötet, während Hippias überlebte: In der Folge wurde die Herrschaft des Hippias härter. Die Alkmeoniden konnten mithilfe der Spartaner einziehen und die Tyrannis wurde gestürzt und das Volk übernahm sowohl Macht als auch die Akropolis.

### Von Kleisthenes bis zum Ende der Perserkriege
Es folgte ein Kampf zwischen Kleisthenes und Isagoras. Da Kleisthenes der politischen Parteiung von Isagoras zunächst unterlegen war, zog er das Volk auf seine Seite mit dem Versprechen, ihm die Kontrolle über den Staat zu übertragen. Als Reaktion rief Isagoras den Spartanerkönig Kleomenes herbei und überredete ihn, die Familie der Alkmeioniden sowie 700 andere unliebsame Familien aus Athen zu verbannen. Nachdem dies geschehen war, versuchte Isagoras den noch bestehenden Rat der 400 aufzulösen und durch 300 seiner Getreuen zu ersetzen. Der Rat und das Volk weigerten sich aber, und Isagoras und Kleomenes flüchteten auf die Akropolis. Nach zweitägiger Belagerung wurde Isagoras und seinen Anhängern freier Abzug gewährt. Kleisthenes hatte sich als Fürsprecher des Volkes durchgesetzt. Er übertrug die Herrschaft im Staat auf das Volk, das die Kontrolle über das Staatswesen übernahm. Folgende Maßnahmen führte Kleisthenes durch: Er teilte alle Bürger in zehn neuartig strukturierte Phylen ein und bildete den Rat der 500, der sich aus je 50 Bürgern aus jeder Phyle zusammensetzte. Außerdem teilte er das Land nach Demen in 30 Teile nach geographischen Gebieten auf. Dabei vermischte er jeweils drei verschiedene Trittyen (Drittel) aus Stadt (asty), Binnenland (mesogeion) und der Küste (paralia) zu einer neuen Phyle. Dadurch wurde das in 30 Trittyen eingeteilte Attika in zehn neue Phylen strukturiert. Damit brach er mit den gentilizischen Strukturen der alten vier Phylen, da er die neuen Phylen völlig neu und nicht nach Geschlechtern strukturierte. Es wurden zudem neue Gesetze eingeführt, wie das des Scherbengerichts (Ostrakismos), welches u. a. die Vertreibung politischer Gegner zur Folge hatte. Der Rat wurde mit einem Eid gebunden, und die Archontenbestimmung erfolgte durch Bohnenlos. Hierbei bestimmte die Anzahl der Kandidaten die Gesamtanzahl an weißen und schwarzen „Bohnen“ (bohnenförmigen Loskugeln), die Anzahl der zu besetzenden Stellen bestimmte die Anzahl der weißen Bohnen. Für jeden Kandidaten wurde verdeckt eine Bohne gezogen. War sie weiß, war er gewählt, war sie schwarz, war er ausgeschieden. Für die aufwändigen Losverfahren, in denen unter vielen hundert oder tausend Kandidaten gelost werden musste, gab es ab der Mitte des 5. Jahrhunderts v. Chr. das Kleroterion.

### Übernahme der Stadtführung durch Rat des Areopags nach den Perserkriegen
Da der Rat des Areopags während der Kriege stark geholfen hatte, war er anschließend so mächtig. An der Spitze des Staates standen Aristeides und Themistokles, die das Volk auf Grund geschickter Arbeitsteilung gut regierten. Auf Anraten Aristeides' zog das Volk mehr und mehr in die Stadtgebiete ein und übernahm die Macht im Seebündnis.

### Sturz des Areopag durch Ephialtes
Zunächst hatte die Macht des Areopags weiterhin Bestand; nach den Angriffen des Ephialtes jedoch, der gegen viele Ratsmitglieder Prozesse führte oder sie gar vernichtete, schwand die Macht zusehends. Durch eine List gelangte Ephialtes zusammen mit Themistokles an die Macht; die Macht des Areopags war somit gebrochen. Auch nachdem Ephialtes wenig später durch einen Mordanschlag umgebracht worden war, ging die Auflösung der bisherigen Staatsordnung weiter. Da die herkömmliche Oberschicht ihren Führungsanspruch nicht erhalten konnte, gelangte in der Folge Perikles an die Spitze der demokratischen Bewegung in der Bürgerschaft.

## Überlieferungsgeschichte
Die Athenaion politeia wurde erst relativ spät entdeckt. Im Jahre 1879 erwarb das Ägyptische Museum Berlin Papyrusfragmente mit Auszügen aus den Kapiteln 12, 13, 21 und 22. Gegen Ende des 19. Jahrhunderts erwarb das British Museum mehrere Papyrusblätter (London, British Museum, Pap. 131), auf denen die Schrift fast vollständig erhalten war. Der Paläograph Frederic G. Kenyon gab 1891 die erste kritische Edition des Textes heraus und löste eine große Forschungsbewegung aus. Die Echtheit und Einheitlichkeit der Schrift wurde teilweise bestritten, ist aber inzwischen weitgehend akzeptiert. Kurz nach der Editio princeps von Kenyon verfassten führende Altertumswissenschaftler aus ganz Europa weitere Editionen und Monografien zu dem Werk, darunter John Edwin Sandys in Cambridge, Georg Kaibel und Bruno Keil in Straßburg, Ulrich von Wilamowitz-Moellendorff in Göttingen und Valerian von Schoeffer in Sankt Petersburg.

## Textausgaben
- Mortimer Chambers (Hrsg.): Aristoteles, Athenaion Politeia, Leipzig 1986

## Übersetzungen
- Aristoteles: Der Staat der Athener. Übersetzt von Martin Dreher. Reclam, Stuttgart 1993.
- Aristoteles: Werke in deutscher Übersetzung. Begründet von Ernst Grumach, herausgegeben von Hellmut Flashar. Band 10, Teil 1: Staat der Athener. Übersetzt und erläutert von Mortimer Chambers. Akademie-Verlag, Berlin 1990.
- The Athenian Constitution. Written in the School of Aristotle. Herausgegeben, übersetzt und kommentiert von Peter John Rhodes. Liverpool University Press, Liverpool 2017, ISBN 978-1-78694-837-3.